# Vinicius Rangel
Vinicius Rangel Costa (né le 26 mai 2001 à Cabo Frio) est un coureur cycliste brésilien, membre de l'équipe Movistar.

## Biographie
Vinicius Rangel vient au cyclisme vers l'âge de treize ans par l'intermédiaire d'un cousin, lui-même ancien coureur cycliste,.

## Palmarès et résultats

### Palmarès par année
- 2016
  -  Champion du Brésil sur route cadets
  -  Champion du Brésil du contre-la-montre cadets
- 2018
  - 2e du championnat du Brésil du contre-la-montre juniors
  - 2e du championnat du Brésil sur route juniors
- 2019
  -  Médaillé de bronze du championnat panaméricain du contre-la-montre juniors
  -  Médaillé de bronze du championnat panaméricain sur route juniors
- 2021
  - Classement général du Tour de Cantabrie
  - Tour de Salamanque :
    - Classement général
    - 2e et 3e étapes

  - 9e du championnat du monde sur route espoirs
- 2022
  -  Champion du Brésil sur route
  -  Champion du Brésil sur route espoirs
  -  Champion du Brésil du contre-la-montre espoirs
- 2025
  - 2e du Tour d'Uruguay

### Classements mondiaux
| Année                                 | 2020  | 2021  | 2022 | 2023  | 2024  |
| ------------------------------------- | ----- | ----- | ---- | ----- | ----- |
| Classement mondial                    | 1693e | 1042e | 819e | 1393e | 2521e |
| UCI America Tour                      | 159e  | 149e  | 77e  | nc    | nc    |
|                                       |       |       |      |       |       |
| Légende : nc = non classéSource : UCI |       |       |      |       |       |